# Barajul Agger
Barajul Agger (în germană: Aggertalsperre) este un lac de acumulare situat între orașele  Gummersbach, Bergneustadt și Meinerzhagen din landul Renania de Nord - Westfalia, Germania, pe valea râului Agger.
Barajul a fost construit cu scopul de a produce energie electrică, pentru protejarea regiunii contra inundațiilor și a secetei, și ca rezervor de apă dulce. Hidrocentrala are capacitatea de producție  a energiei electrice între 2,25 și 3 MW. Pentru a realiza o etanșeitate mai bună a barajului, acesta a fost închis în anul 1967, aplicându-i-se un strat suplimentar de 40 de cm de beton și 12 cm de bitum.

### în germană
- Lista lacurilor de acumulare din NRW
- Lacuri de acumulare din NRW - Oficiul ecologic al landului NRW Arhivat în 10 decembrie 2006, la Wayback Machine.
- Scufundări în lacul barajului Agger